# Perskindol
Perskindol is een product dat wordt gebruikt om de spieren en gewrichten op te warmen. Het product wordt gemaakt in Zwitserland. Perskindolcrème bevat salicylaat en levomenthol alsook etherische oliën. 